# Oldersbæk
Oldersbæk (dansk) eller Oldersbek (tysk) er en landsby og kommune i det nordlige Tyskland under Kreis Nordfriesland i delstaten Slesvig-Holsten. Byen ligger cirka 8 kilometer sydøst for Husum i det sydvestlige Sydslesvig.
Til kommunen hører også Kolskov (Kohlschau). Kommunen samarbejder på administrativt plan med andre kommuner i Nordsø-Trene kommunefællesskab (Amt Nordsee-Treene).
I den danske tid hørte landsbyen til Mildsted Sogn (Sønder Gøs Herred).
Området er landbrugspræget, og der ligger flere landbrugsbedrifter i nærområdet.